# Tematín
Tematín je zřícenina hradu na Západním Slovensku v pohoří Považský Inovec. Od jeho vzniku v 13. století vystřídal mnoho majitelů. Začátkem 18. století byl těžce poškozen a od té doby pustl. V okolí je chráněné území Tematínské vrchy.

## Poloha
Hrad byl vybudován v jihozápadní části Povážského Inovce na vápencově-dolomitovém podloží temenu boční rozsedliny vybíhající západně od Bezovce mezi Lúčanskou a Hrádockou dolinou. S nadmořskou výškou 564 metrů patří mezi nejvýše položené hrady Slovenska[zdroj?] a je výraznou dominantou Středního Pováží. Patří do katastru obce Lúka.

## Dějiny

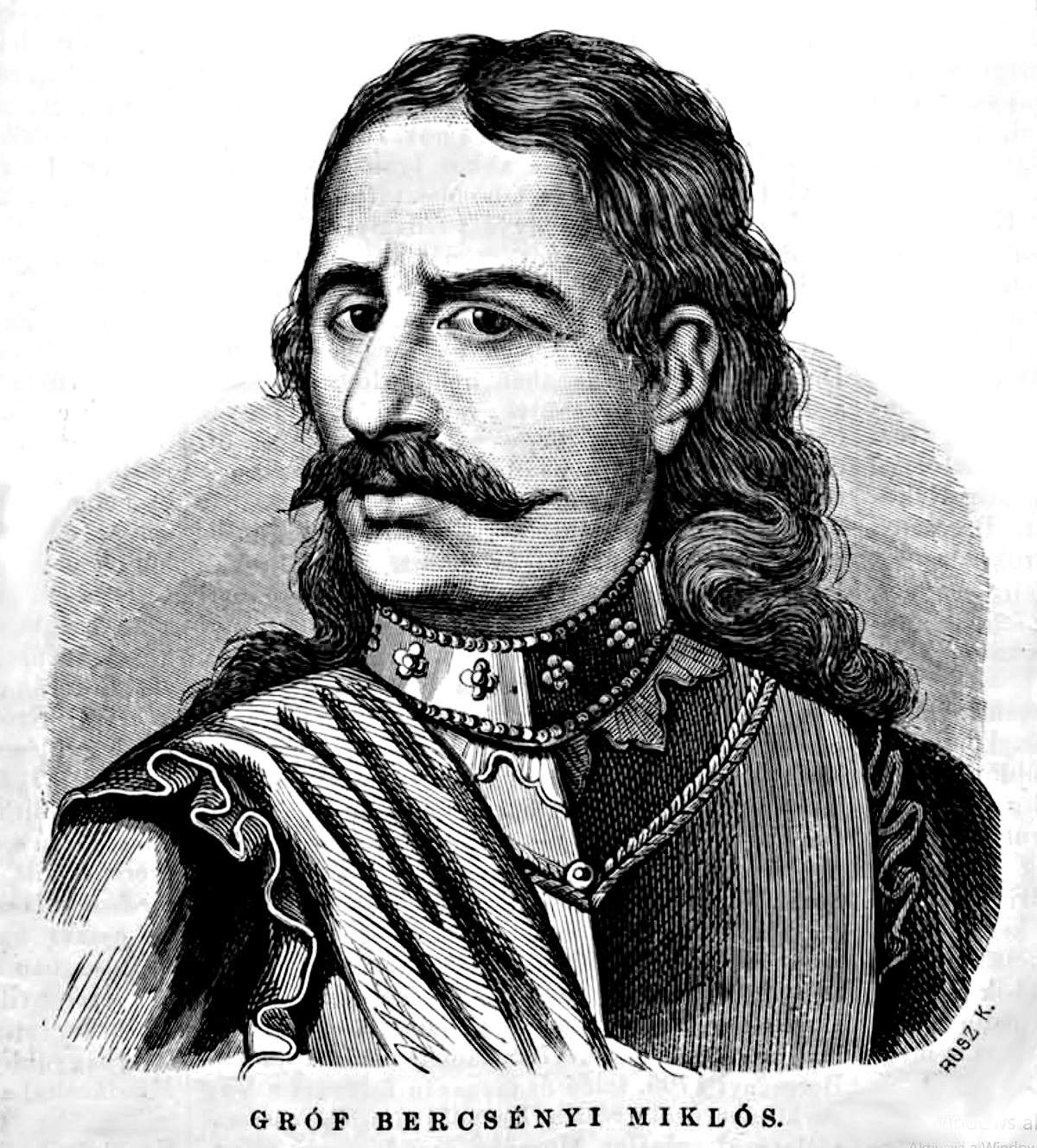
Poslední majitel, Mikuláš Berčéni (1665–1725), se narodil přímo na hradě.

Tematínský hrad vznikl pravděpodobně bezprostředně po mongolském vpádu do Uherska v roku 1242 na místě staršího hradiska. O jeho slovanském původu by mohl napovídat rozbor názvu složeného pravděpodobně ze slov „temä“, označující slovensky temeno, a staroslovanského slova týn, které označovalo ohrazená místa. Někteří maďarští historici odvozují původ jména od slova „temetö“ (hřbitov), avšak v zápisech z poslední třetiny 13. století je zachycen název Temetyn.
Hrad už od svého vzniku plnil signalizační a strážní roli a spolu s Trenčínským, Beckovským a Čachtickým hradem byl součástí ochrany severozápadních průsmyků Uherska. Chránil i důležitý brod přes Váh připomínaný v listině z roku 1453.
První písemná zmínka o hradu pochází z roku 1270, kdy se o jeho dobytí pokusil Béla IV., avšak jeho útok odrazil tehdejší majitel hradu Michal, syn Ondřeje, blízky společník Bélova nejstaršího syna a budoucího panovníka Štěpána V. Ten, už jako král, Michalovi potvrdil roku 1272 listinu z roku 1270, ve které mu za věrnost a poskytnuté služby daroval několik vesnic a v níž se mimo jiné vzpomíná jako majitel Tematína.
Po jeho smrti[čí?] se hrad stal královským majetkem, ale už začátkem 14. století ho získal Matúš Čák Trenčanský, který ovládal Pováží až do své smrti v roku 1321, po které se hrad stal opět královským. V druhé polovině 14. století hrad ztratil svůj původní strategický význam a přešel do soukromých rukou.
Za vlády Ludvíka I. se v letech 1348–1350 Uhersko zapletlo do války o neapolské dědictví ve kterém se vyznamenal Vavřinec Tóth (Sclavus, Slovák). Jeho syn Mikuláš Kont, královský číšník a Tekovský župan, od roku 1352 uherský palatin, dostal roku 1348 od Ludvíka hradní panstvo Tematín (s obcemi Hrádek, Piešťany, Horná Streda, Lúka, Modrová, Modrovka, Moravany nad Váhom, Banka, Ducové, Hôrka, Mošovce, Lehota a Ratnovce). V roce 1349 žádal Mikuláš potvrzení spoluvlastnictví i pro své mladších bratry Leukuša (Levka) a Bartoloměje. Po jeho smrti v roce 1367 spravovala majetky nejen jeho žena Klára a jeho syn Mikuláš, ale i synové Bartoloměje Ladislav a Imrich. V roce 1395 se soudili o lesy s Henrichem, opatem kláštera svatého Hipolyta v Nitře v Zoboru. Vdova po Mikulášovi Kontovi žila ještě v roce 1406. Po její smrti přešel majetek do rukou syna Mikuláše, který získal šlechtický predikát z Ujlaku a založil rod Ujlakovců, jehož členové vlastnili hrad a panství Tematín až do vymření v roce 1521. Posledním ujlakovským majitelem byl od roku 1511 Vavřinec.
Hradní panství se stalo královským majetkem po smrti Vavřince Ujlakiho v roce 1521. Nebezpečí tureckého útoku přinutilo krále Ludvíka Jagellonského dát Tematín 20. července 1524 Alexeji Turzovi do zástavy za 25 tisíc zlatých. Ke hradu tehdy patřila městečka Bojná, Piešťany a vesnice Horná Streda, Lehota, Banka, Lúka, Hrádok, Hôrka nad Váhom, Modrovka, Modrová, Stará Lehota, Nová Lehota, Hubina a Moravany nad Váhom.
Koncem 17. století hrad patřil Berčénivcům (Bercsényiovcom). V roce 1665 se na hradě narodil jeho poslední vlastník Mikuláš Berčéni, který byl v době Rákociho povstání jeho druhým nejvýznamnějším představitelem. Po porážce povstání 22. ledna 1710 se Berčéni rozhodl hledat útočiště v Polsku, ale potřeboval k tomu majetek uložený na Tematíně. Hrad ale musel opustit v noci v přestrojení a s jediným sluhou před hrozbou zajetí císařským vojskem, které dalšího dne začalo hrad obléhat. Hradní posádka si vyjednala tři dni neútočení a potom se vzdala. Berčéniho dvojník byl zatčen a odvezen do Bratislavy, stavba byla rozbořena a od té doby je v ruinách. Skutečný Berčéni zemřel roku 1725 v osmanském exilu.
Šlechtic Alojz Mednyanský popisuje ve své „Malebné cestě dolů Váhem“, vydané poprvé v roku 1826, svoji návštěvu zříceniny slovy: „Kdyby nebylo výhledu a několika neobvyklých rostlin odškodňujících dvojhodinový namáhavý výstup, litovali bychom návštěvy zříceniny. Zpustošení zničilo ještě i stopy po rozčlenění budovy, podle kterého bychom si mohli udělat jakous-takou představu o vnitřní úpravě tohoto významného hradu.“

## Exteriér
Nejstarší budovy se soustřeďovaly v prostoru horního hradu, který se skládal ze čtyřboké věže a paláce obklopeného hradební zdí, přes kterou vedl gotický portál na nádvoří. V snaze udržet krok s novou vojenskou technikou byla ve druhé polovině 16. století zdokonalena obrana předhradí. Malý a úzký průchod oddělil horní část hradu od dolního nádvoří, z něhož do předbraní vybíhaly dvě bašty chránící vstup, zabezpečený ještě skalním příkopem. Poslední úpravy hradu pocházejí ze 17. století a zabezpečily další obytné části v horním hradě.

## Současný stav

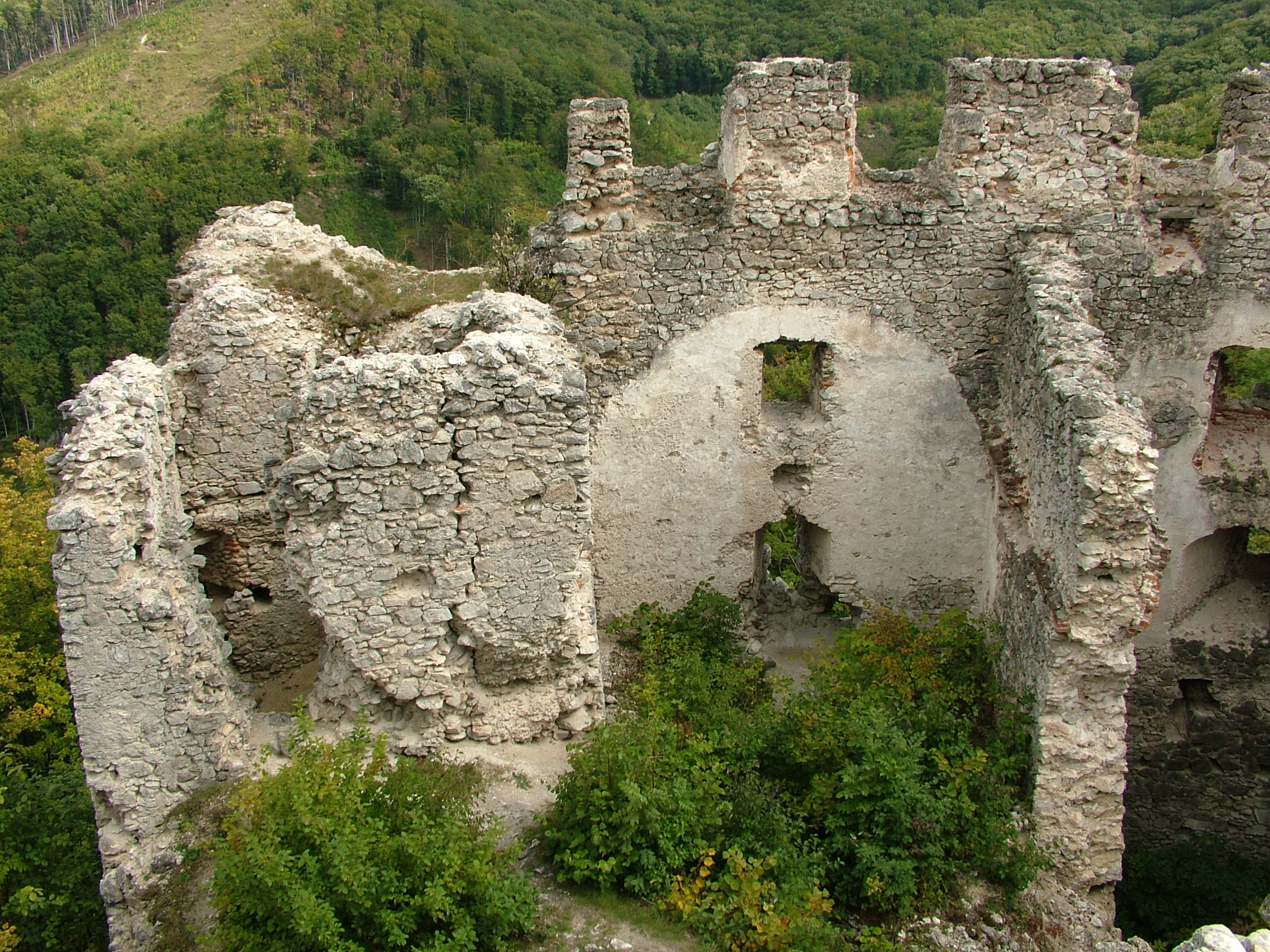
Pohled od východu

Zříceniny zdí stojí na skalním podloží. Dodnes jsou dobře čitelné jednotlivé budovy a opevnění. Zachovaly se obvodové zdi a konstrukce, na nárožích zpevněné kamennou bosáží. Ojediněle se zachovaly i architektonické detaily, jako vstupní brána do horního hradu s vpadlinou pro padací most, kamenná konzola na hlavní věži, koruny zdí, zbytky atiky.

## Přístup
- Z rekreačního střediska Bezovec po červeně a modře značenou turistickou trasou; asfaltovou cestou k rekreačnímu zařízení Chirana, od kterého vede turistická cesta převážně lesem a dále po hřebeni k zřícenině
- Z obce Lúka po modře značené trase; lúčanskou dolinou a potom lesní cestou
- Z obce Hrádok po modře a žlutě značené trase; asfaltovou cestou Hrádeckou dolinou, brzo odbočka vpravo do kopce
- Z obce Hrádok na hrad vede neznačená trasa

## Okolí
Na západ od zříceniny hradu se nachází přírodní rezervace Tematínska lesostep (60 ha), kde se na vápencovém a dolomitovém podloží s tenkou vrstvou půdy chrání teplomilné druhy flóry a fauny.